# Honoré Courtin
Pour les articles homonymes, voir Courtin.
Honoré Courtin est un homme d’État et diplomate français, né à Paris en 1626 et mort dans la même ville en 1703.

## Biographie

### Origines et jeunesse
Les Courtin appartiennent depuis plusieurs générations à la meilleure robe parisienne. Jean Courtin, seigneur de Rosay, son grand-père, est conseiller au Parlement de Paris puis maître des requêtes et conseiller d’État. Son père, Achille Courtin, seigneur des Mesnuls, suit la même carrière et finit lui aussi conseiller d’État. Il préside également le conseil du prince de Conti, dont il est proche et qu’il suit dans la Fronde. Dès le milieu du XVIe siècle, la famille est donc apparentée aux plus grandes familles de robe parisiennes : Nicolaï, Hennequin, Lescalopier….
Honoré naît en 1626 de cet homme puissant et de Jeanne Barentin, elle-même grand-tante maternelle d'Anne de Souvré, mariée avec le marquis de Louvois, l'un des principaux ministres de Louis XIV.
En 1640, son père lui achète une charge de conseiller au Parlement de Normandie. Il devient peu après conseiller au Parlement de Paris. 
Mais c’est vers la diplomatie que se tourne Honoré Courtin : il suit Claude de Mesmes, comte d’Avaux, époux de sa cousine germaine, au congrès de Münster en 1643. Il rentre en France en 1648 et devient maître des requêtes en 1651. Favorisé par Mazarin, Courtin accompagne ce dernier à l’Île des Faisans pour les négociations qui doivent aboutir à la Paix des Pyrénées. Il signe alors le contrat de mariage de Louis XIV avec Marie-Thérèse d'Autriche. 
En 1661, il est l’un des commissaires chargés de fixer les limites entre France et Espagne aux Pays-Bas. Parallèlement, il fréquente les salons précieux de la capitale et se lie d’amitié avec les beaux esprits de l’époque.

### Intendant, diplomate, conseiller d’État
Courtin reste protégé par Louvois, notamment en tant que cousin germain de la mère de l'épouse de celui-ci, Anne de Souvré, dont il signe le contrat de mariage. La mort de Mazarin ne modifie pas cette protection : de 1663 à 1665, Courtin se voit confier l'intendance de la généralité d' Amiens, étendue aux Flandres, et à la généralité de Soissons.
Il redevient ensuite diplomate, nommé avec le duc de Verneuil et le comte de Comminges afin de convaincre le roi d’Angleterre de ne pas attaquer les Provinces-Unies. Sitôt arrivé, il se rend compte que c’est mission impossible et préfère demander rapidement son rappel.  
Il est alors envoyé à Heilbronn comme médiateur entre l’électeur palatin et l’archevêque de Mayence. Il part ensuite pour Breda, négocier le traité de paix entre l’Angleterre et les Provinces-Unies (31 juillet 1667). 
La réussite de cette dernière mission devait l’amener à La Haye, comme ambassadeur aux Provinces-Unies. Mais dans l’entretemps, Hugues de Lionne est décédé (1er septembre 1671). Courtin fait partie des favoris à sa succession comme ministre d'Etat, secrétaire d'Etat aux Affaires étrangères, et il est soutenu par son cousin, Louvois. Mais le Roi préfère nommer son ami Pomponne. 
Dès lors, Courtin est nommé ambassadeur en Suède, où il remplace Pomponne pour lui permettre de rentrer plus vite en France. 
Le 14 avril 1672, Courtin signe le traité préparé par Pomponne, par lequel la Suède s’engage à combattre en Allemagne d’éventuels alliés des Provinces-Unies, une fois que la France aura engagé la guerre contre ce dernier pays.
Le Roi récompense sa fidélité et son activité en le nommant conseiller d’État en avril 1673. 
Honoré Courtin poursuit en parallèle sa carrière diplomatique : il est l’un des trois commissaires chargés de négocier la paix avec les Provinces-Unies au congrès de Cologne et retourne à Londres comme ambassadeur, en 1676.
Devenu doyen du Conseil d’État, Courtin refuse d’entrer au Conseil des finances, se jugeant trop âgé. 
Ayant perdu la vue, il meurt aveugle le 27 décembre 1703. Il est inhumé avec son épouse à Paris, paroisse Saint Séverin.
Il aura été un des plus grands commis de l’État sous Louis XIV.

### Mariage et descendance
Honoré Courtin épouse en juillet 1651 Marie Elisabeth Le Gras, morte le 17 juin 1670 , fille de Nicolas Le Gras, seigneur de Fontaine La Gaillarde, secrétaire des commandements de la Reine Anne d'Autriche, et de Jacqueline de Morillon. Dont :
- François Courtin (1659-1739), religieux, abbé du Mont-Saint-Quentin, (selon Saint-Simon un libertin bon à rien) ;

- Le chevalier de Courtin, tué au siège de Philippsbourg, en 1688, après avoir embrassé la carrière militaire ;

- Marie-Madeleine Courtin (1664-1698), mariée à Paris en 1684 avec Jean-Baptiste de Larlan de Kercadio, comte de Rochefort, conseiller au Grand-Conseil, président à mortier au Parlement de Bretagne (1659-1717). Dont nombreuse postérité ;

- Charlotte-Angélique Courtin (morte en 1732), mariée en 1678 avec Jacques Roque de Varengeville, ambassadeur à Venise  de 1678 à 1691, secrétaire des commandements de Monsieur, frère du Roi[3]. Il était un familier de son ami Pomponne. Dont deux filles[4] :
  - Marie-Charlotte Roque de Varengeville (morte en 1727), mariée en 1698 avec Claude de Longueil, marquis de Maisons, président à mortier au Parlement de Paris. dont un fils, Jean-René de Longueil, marquis de Maisons, président à mortier au Parlement de Paris (1699-1731), sans descendance[5].
  - Jeanne Angélique Roque de Varengeville (morte en 1763), mariée en 1702 avec le maréchal-duc de Villars. Dont un fils et une petite-fille sans descendance ;

## Sources
- Dictionnaire de biographie française.
- Luc-Normand Tellier, Face aux Colbert : les Le Tellier, Vauban, Turgot ... et l'avènement du libéralisme, Presses de l'Université du Québec, 1987, 816 pages.Etexte  (ISBN 2-7605-0461-1).